# Jordy Mont-Reynaud
Jordy Mont-Reynaud (né le 16 août 1983) est un jeune prodige des échecs américain, qui fut en 1994, à l'âge de 10 ans 209 jours, le plus jeune joueur américain à recevoir le titre de « maître de la fédération américaine des échecs ».

## Jeune prodige des échecs
Lorsque le jeune Jordy devient champion des États-Unis, et maître international par la même occasion, il bat un record de précocité. Son record a depuis été battu par Vinay Bhat, en 1994, puis par Samuel Sevian,. Sa précocité a attiré l'attention des réalisateurs de cinéma, cherchant un acteur pour jouer le rôle de Josh Waitzkin dans le film A la Recherche de Bobby Fischer, en 1993. Il décline toutefois l'offre.[citation nécessaire]

### Palmarès scolaire
- 1992 : il est champion de l'État de Californie des écoles primaires (K-3), à égalité avec Vinay Bhat[3].
- 1992 : Champion des écoles primaires au niveau national (niveau K-3)[4].
- 1994 : Champion national K-8
- 1995 : Champion national des collèges (K-8)[3]
- 1999 : Champion des moins de 16 ans au niveau national.

## Confirmation aux tournois universitaires
Mont-Reynaud s'inscrit à l'Université de Stanford et joue un rôle de premier plan dans la victoire de son équipe lors des tournois d'échecs inter-universitaires pan-américains, en 2000-2001 et 2001-2002. En novembre 2009, son classement réalisé par l'USFC est de 2270. Il organise aussi, ponctuellement, des événements échiquéens à San Francisco.

## Partie remarquable
Mont-Reynaud vs Étienne Bacrot, Championnat du monde des moins de 10 ans, Bratislava 1993
1.d4 d5 2.c4 e6 3.Cc3 c6 4.Cf3 dxc4 5.a4 Fb4 6.e4 b5 7.Fg5 Db6 8.Fe2 Fb7 9.0-0 a6 10.Dc2 Cd7 11.Tfd1 Cgf6 12.e5 Cd5 13.Ce4 h6 14.Fh4 0-0 15.Dc1 c5 16.Cf6+ C5xf6 17.exf6 cxd4 18.fxg7 Rxg7 19.Cxd4 Fe5 20.Df4 Fg6 21.Df6+ Rh7 22.Cf5 exf5 23.Dxb6 Tab8 24.Dd4 Tg8 25.f3 Tbc8 26.Df6 Fe7 27.Dxf7+ Tg7 28.Dxf5 Fxh4 29.Td7 Tc7 30.Txc7 Txc7 31.axb5 Fc8 32.Dd5 axb5 33.Dxb5 Fe6 34.Db6 Te7 35.Ta7 Ff7 36.Txe7 Fxe7 37.Dc7 Rg7 38.Fxc4 Fe8 39.Qc8 Ff7 40.Fxf7 Rxf7 41.Db7 Ce5 42.b4 Rf6 43.b5 Cd3 44.Dc6+ 1-0.